# Літні Олімпійські ігри 1956
Літні Олімпійські ігри 1956 або XVI Літні Олімпійські ігри — міжнародне спортивне змагання, яке проходило під егідою Міжнародного олімпійського комітету у місті Мельбурн, Австралія, з 22 листопада по 8 грудня 1956 року. Змагання з кінного спорту проходили в Стокгольмі (Швеція).

## Політичні негаразди
Єгипет, Ірак та Ліван оголосили, що вони не будуть брати участі в Олімпіаді через Суецьку війну, в якій Єгипет зазнав нападу з боку Ізраїлю, Сполученого Королівства та Франції. А Радянський Союз у 1956 році придушив Угорську революцію, тож присутність СРСР стала причиною відмови від участі в іграх Нідерландів, Іспанії та Швейцарії.
У матчі фінального раунду ватерпольного турніру зустрілися збірні СРСР та Угорщини. Цей матч отримав назву «матч на кривавій воді». Запекла боротьба призвела до того, що одному з угорських ватерполістів розсікли брову, і він вийшов з басейну скривавленим. Ледве вдалося вгамувати безпорядки на трибунах. Гра закінчилася перемогою угорців.
У зв'язку з Угорською революцією та реакцією Радянського Союзу на неї, 5 футбольних команд з 16 відмовилися від участі в турнірі, через це футбольний турнір на Олімпійських іграх у Мельбурні був представлений найменшою, починаючи з 1912 року, кількістю команд. В цілому, рівень турніру був дуже низьким — не брала участі жодна із західноєвропейських країн, окрім аматорської команди Великої Британії.
Переможцем турніру стала збірна СРСР, у складі якої золоту медаль завоював і футболіст з України Йожеф Беца.
Складна політична ситуація і пов'язана з нею напруженість породили нову олімпійську традицію, якої дотримувалися на всіх наступних Олімпіадах. Австралійський підліток Джон Вінґ запропонував, щоб на церемонії закриття спортсмени виходили не окремими командами, а всі разом, утворюючи міжнародний дружній гурт — єдину олімпійську націю.

## Медальний залік
|        | Країна                     | Золото | Срібло | Бронза | Загалом |
| 1      | СРСР                       | 37     | 29     | 32     | 98      |
| 2      | США                        | 32     | 25     | 17     | 74      |
| 3      | Австралія                  | 13     | 8      | 14     | 35      |
| 4      | Угорщина                   | 9      | 10     | 7      | 26      |
| 5      | Італія                     | 8      | 8      | 9      | 25      |
| 6      | Швеція                     | 8      | 5      | 6      | 19      |
| 7      | Німеччина                  | 6      | 13     | 7      | 26      |
| 8      | Велика Британія            | 6      | 7      | 11     | 24      |
| 9      | Румунія                    | 5      | 3      | 5      | 13      |
| 10     | Японія                     | 4      | 10     | 5      | 19      |
| 11     | Франція                    | 4      | 4      | 6      | 14      |
| 12     | Туреччина                  | 3      | 2      | 2      | 7       |
| 13     | Фінляндія                  | 3      | 1      | 11     | 15      |
| 14     | Іран                       | 2      | 2      | 1      | 5       |
| 15     | Канада                     | 2      | 1      | 3      | 6       |
| 16     | Нова Зеландія              | 2      | 0      | 0      | 2       |
| 17     | Польща                     | 1      | 4      | 4      | 9       |
| 18     | Чехословаччина             | 1      | 4      | 1      | 6       |
| 19     | Болгарія                   | 1      | 3      | 1      | 5       |
| 20     | Данія                      | 1      | 2      | 1      | 4       |
| 21     | Ірландія                   | 1      | 1      | 3      | 5       |
| 22     | Норвегія                   | 1      | 0      | 2      | 3       |
| 23     | Мексика                    | 1      | 0      | 1      | 2       |
| 24     | Бразилія                   | 1      | 0      | 0      | 1       |
| 24     | Індія                      | 1      | 0      | 0      | 1       |
| 26     | Югославія                  | 0      | 3      | 0      | 3       |
| 27     | Чилі                       | 0      | 2      | 2      | 4       |
| 28     | Бельгія                    | 0      | 2      | 0      | 2       |
| 29     | Аргентина                  | 0      | 1      | 1      | 2       |
| 29     | Південна Корея             | 0      | 1      | 1      | 2       |
| 31     | Ісландія                   | 0      | 1      | 0      | 1       |
| 31     | Пакистан                   | 0      | 1      | 0      | 1       |
| 33     | Південно-Африканський Союз | 0      | 0      | 4      | 4       |
| 34     | Австрія                    | 0      | 0      | 2      | 2       |
| 35     | Багамські Острови          | 0      | 0      | 1      | 1       |
| 35     | Греція                     | 0      | 0      | 1      | 1       |
| 35     | Швейцарія                  | 0      | 0      | 1      | 1       |
| 35     | Уругвай                    | 0      | 0      | 1      | 1       |
| Всього | Всього                     | 153    | 153    | 163    | 469     |

## Визначні результати
Хокейна збірна Індії завоювала золоті медалі вшосте поспіль. Володимир Куц виграв забіги на 5 та 10 км. Свою третю олімпійську медаль здобув угорський боксер Ласло Папп.

## Здобутки українських спортсменів
Українські спортсмени виступали на Олімпіаді в складі збірної СРСР. Олімпійськими чемпіонами стали:
- Поліна Астахова — спортивна гімнастика (командний залік)
- Іван Дерюгін — сучасне п'ятиборство (командні змагання)
- Володимир Куц — біг на 5 і 10 км
- Лариса Латиніна — спортивна гімнастика (командний залік, абсолютна першість, вільні вправи, опорний стрибок)
- Віталій Романенко — кульова стрільба («Олень, що біжить»)
- Ігор Рибак — важка атлетика (легка вага)
- Юрій Титов — спортивна гімнастика (командний залік)
- Віктор Чукарін — спортивна гімнастика (командний залік, абсолютна першість, вправи на брусах)
- Борис Шахлін — спортивна гімнастика (командний залік, вправи на коні)
- Йожеф Беца — у складі збірної СРСР з футболу.

## Ігри у філателії

Серія поштових марок СРСР, 1956 рік
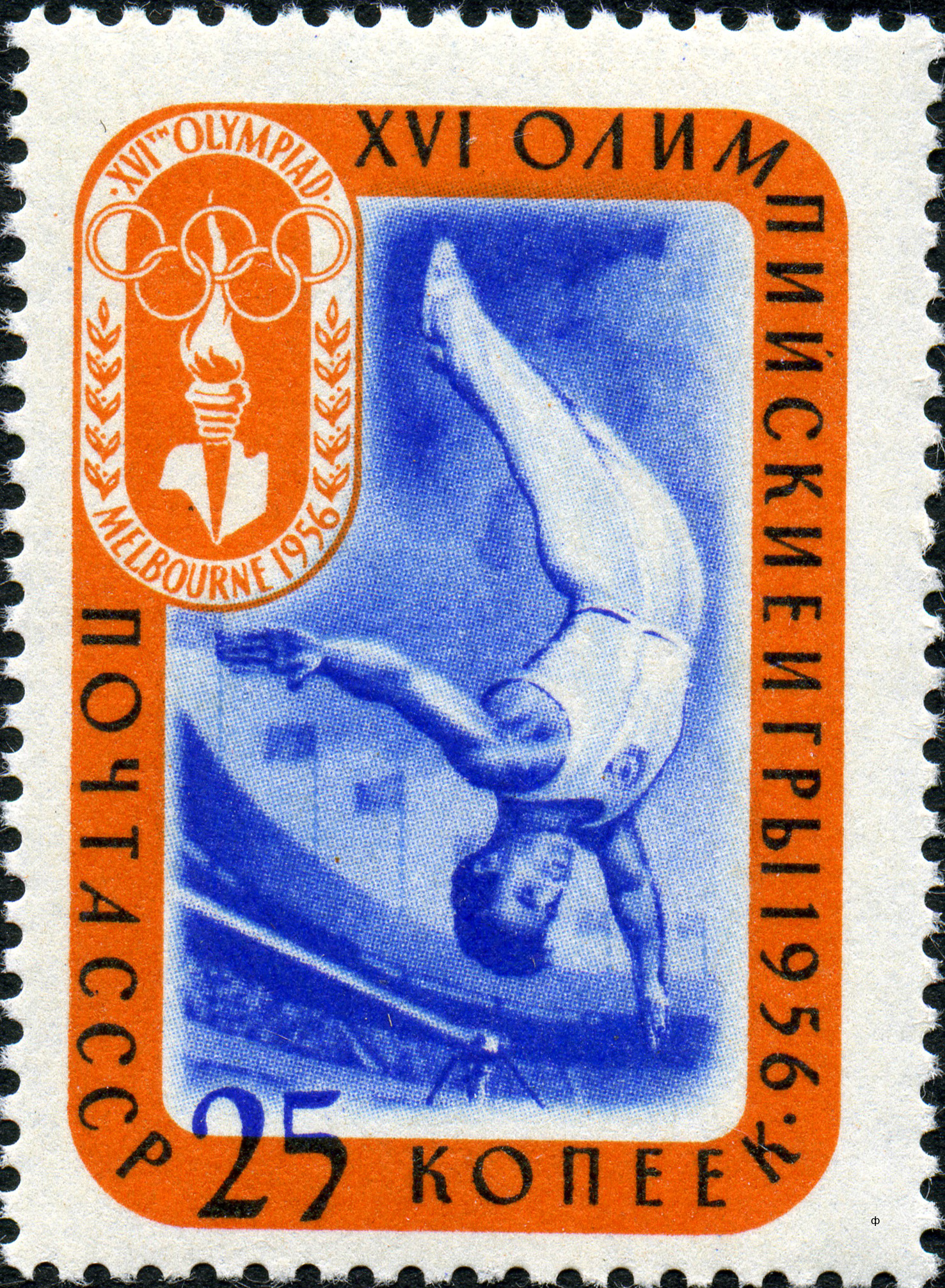
Спортивна гімнастика
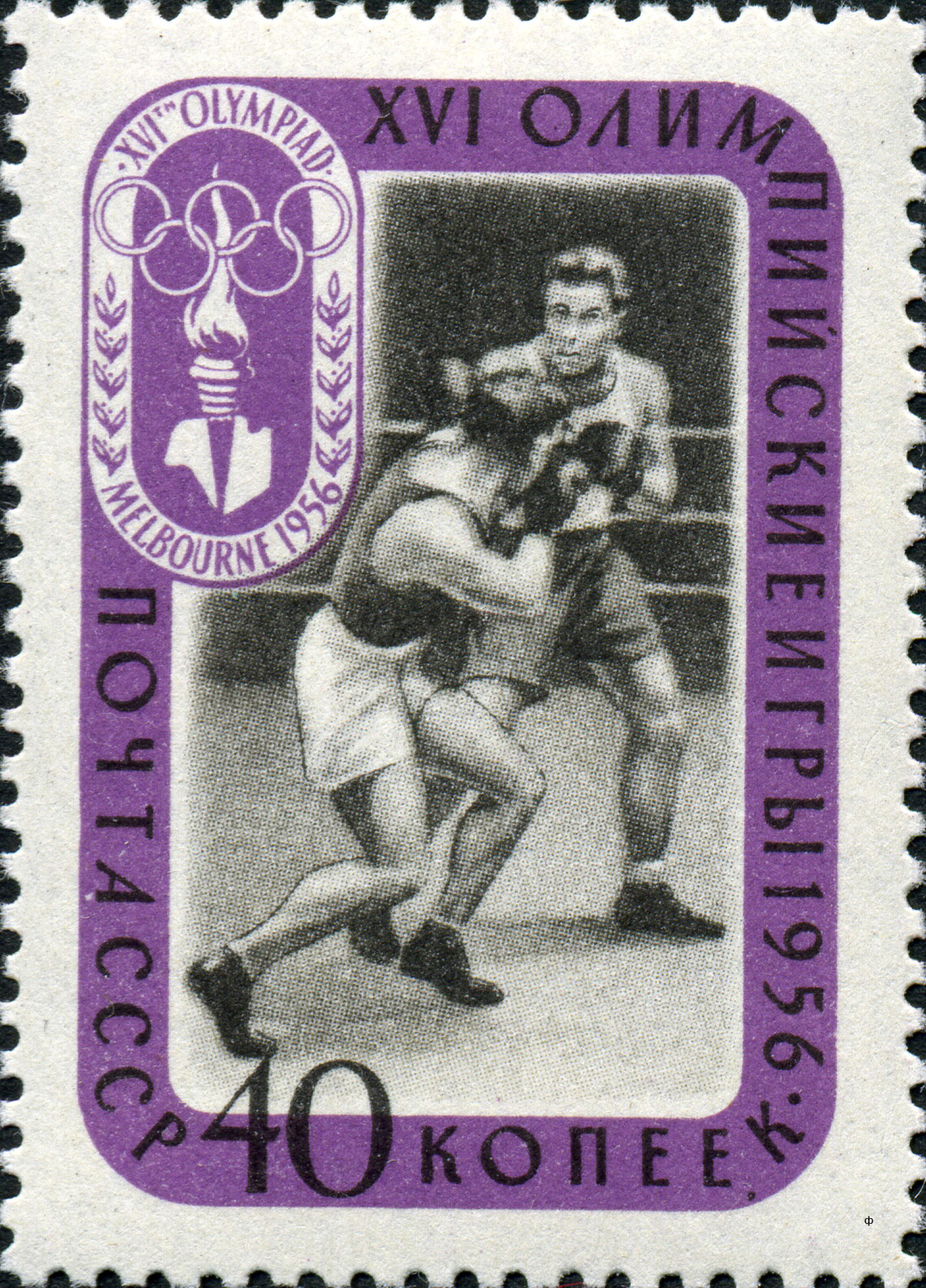
Бокс
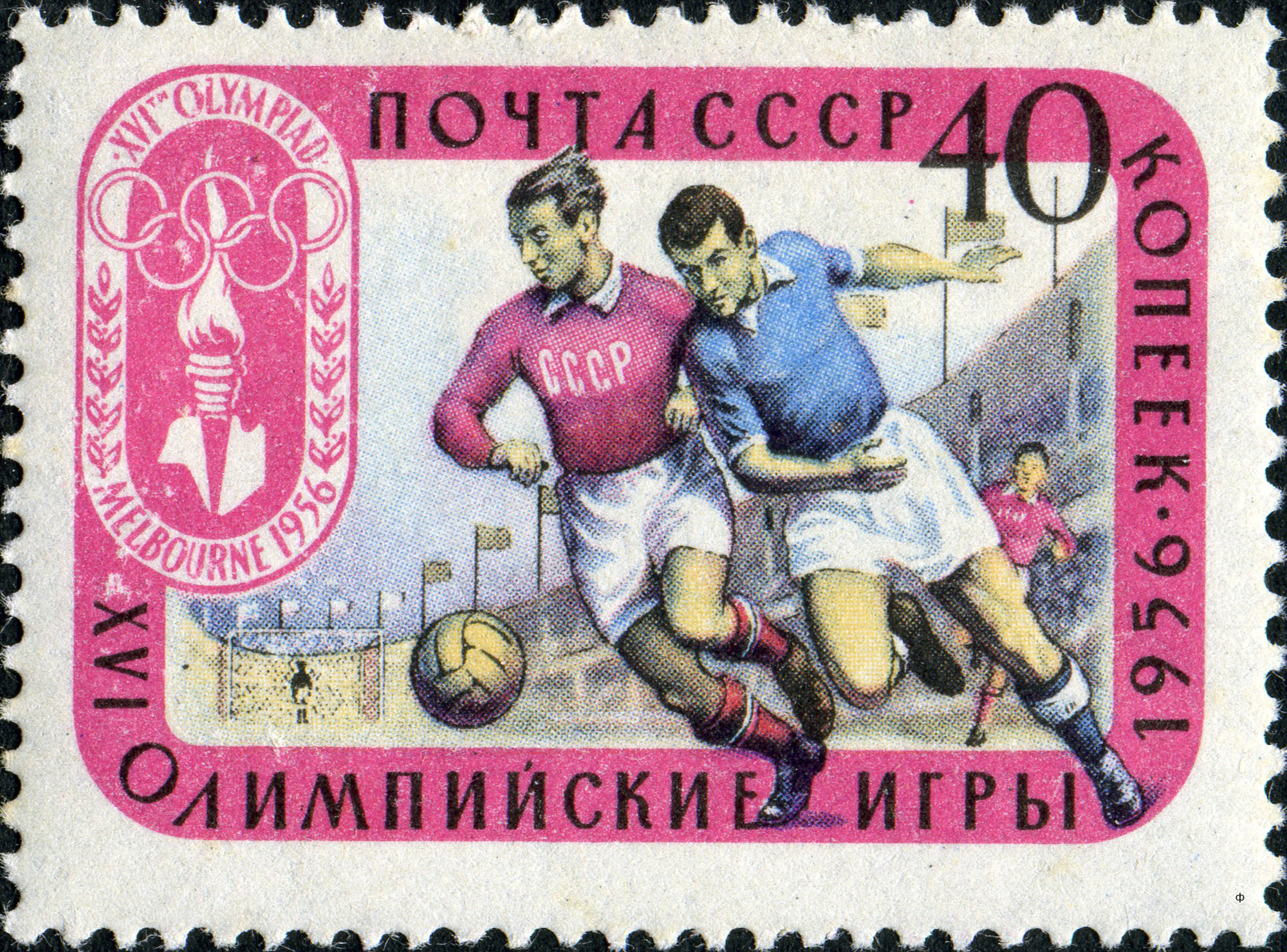
Футбол
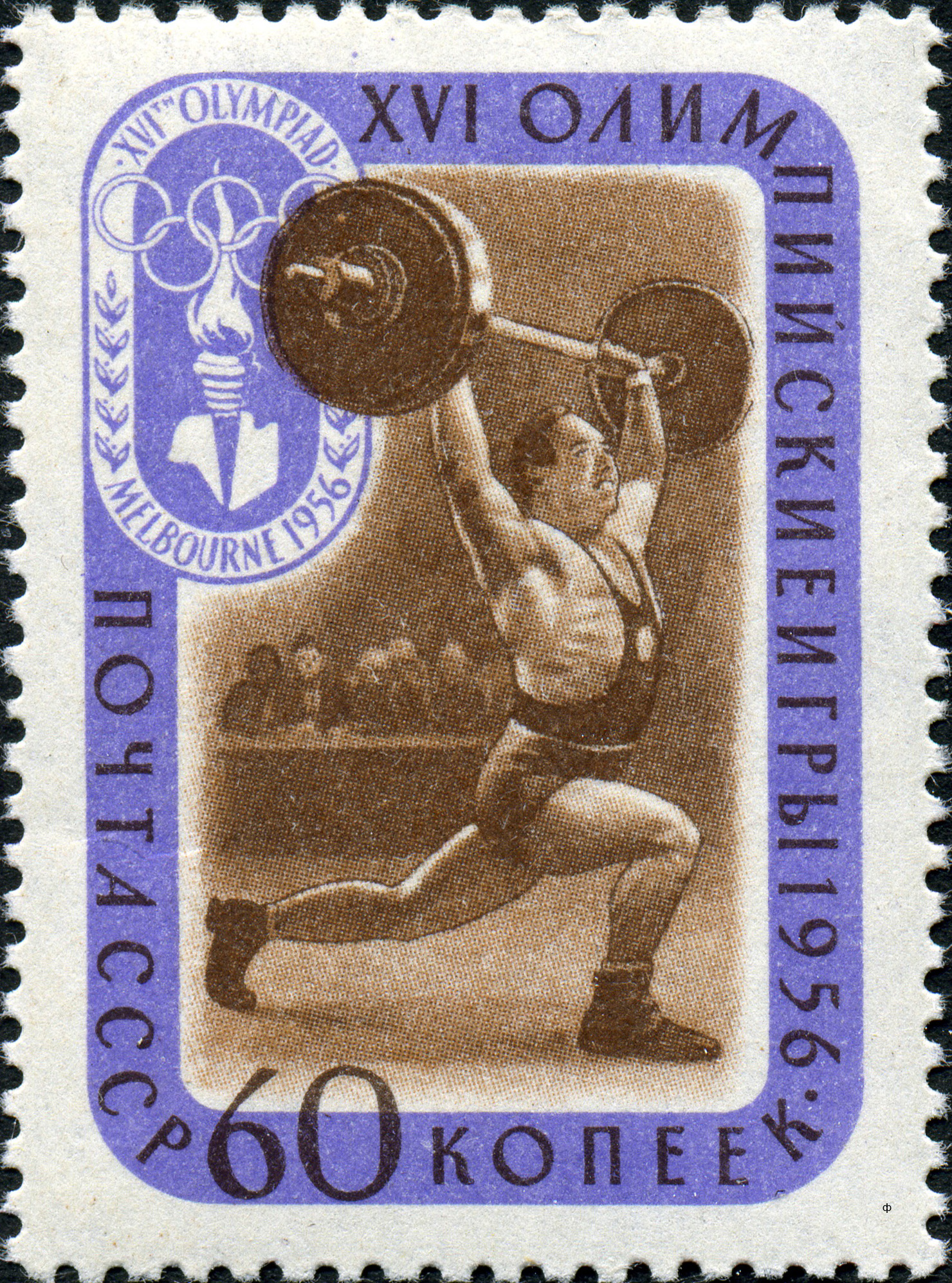
Важка атлетика

Низка поштових марок інших країн, 1956 рік
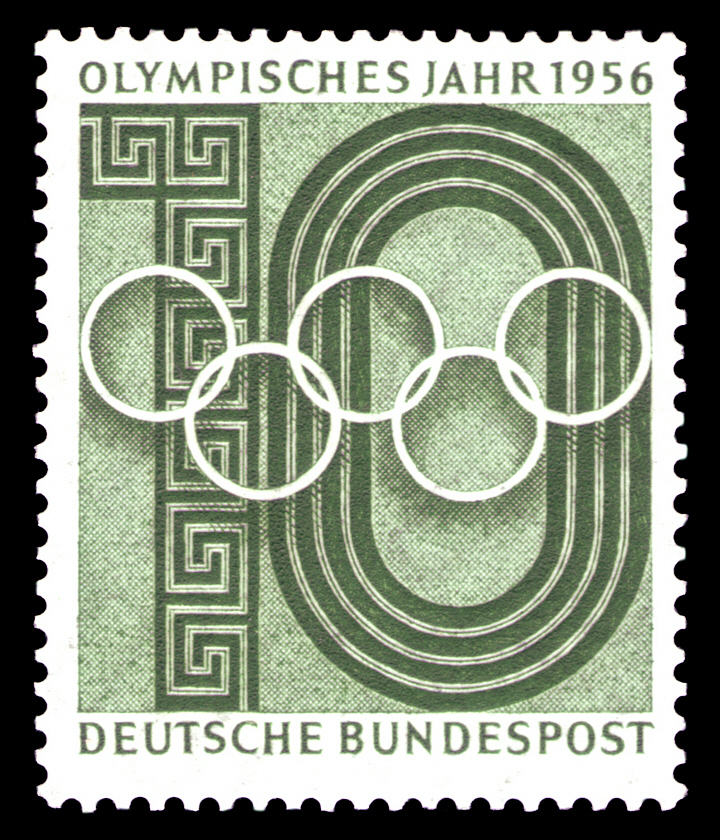
Німеччина